# ايروفلوت الرحلة 593
كانت رحلة إيروفلوت 593 رحلة ركاب منتظمة من مطار شيريميتيفو الدولي، موسكو، روسيا، إلى مطار كاي تاك في هونغ كونغ. في 23 مارس 1994، وتحطمت الطائرة المشغلة للطريق، وهي طائرة إيرباص A310-304 كانت تقلها شركة إيروفلوت، في سلسلة جبال كوزنيتسك ألاتاو في كيميروفو أوبلاست، مما أسفر عن مقتل جميع الركاب البالغ عددهم 63 راكبًا و 12 من أفراد الطاقم على متنها.
لم يتم العثور على دليل على وجود عطل فني. ولكن كشفت مسجلات الصوت وبيانات الرحلة في قمرة القيادة عن وجود ابنة طيار المناوب البالغة من العمر 12 عامًا وابنه البالغ من العمر 16 عامًا في قمرة القيادة. أثناء جلوسه في غرفة القيادة، قام نجل الطيار بفك ارتباط الطيار الآلي لطائرة A310 بجنيح الطائرة. ثم فك الطيار الآلي تمامًا، مما تسبب في انقلاب الطائرة في ضفة شديدة الانحدار وغطس شبه عمودي. وعلى الرغم من إدارته لتسوية مسار الطائرة، قام الضابط الأول بإفراط في التصحيح عند الإقلاع، مما تسبب في توقف الطائرة ودخولها في دوران؛ ولكن تمكن الطيارون من تسوية الطائرة مرة أخرى، لكن الطائرة هبطت إلى ما بعد ارتفاع آمن لبدء الانتعاش ثم تحطمت بعد ذلك في سلسلة الجبال ومات جميع الركاب الـ 75 عند الاصطدام.

## خلفية

### الطائرة
كانت الطائرة في الحادث طائرة مستأجرة من طراز إيرباص A310-304 ، مسجلة F-OGQS ، الرقم التسلسلي 596، والتي تم تسليمها إلى شركة إيروفلوت في 11 ديسمبر 1992. ومدعومًا بمحركين من جنرال إلكتريك CF6-80C2A2 ، وكان هيكل الطائرة قد قام برحلته الأولى باسم F-WWCS في 11 سبتمبر 1991، وكان واحدًا من خمس شركات تعمل في الخطوط الجوية الروسية الدولية، وهي قسم مستقل من شركة إيروفلوت تم إنشاؤه لخدمة المسارات إلى الشرق الأقصى الروسي وجنوب شرق آسيا. في المتوسط، قام الطاقم المكون من ثلاثة أفراد بتشغيل الطائرة بتسجيل 900 ساعة على النوع.

### الركاب وطاقم الطائرة
من بين الركاب البالغ عددهم 63 راكبًا، كان 40 منهم مواطنًا روسيًا، بما في ذلك حوالي 30 موظفًا في شركة طيران وأفراد عائلاتهم. وأما الأجانب الـ 23 الباقون فكان معظمهم رجال أعمال من هونج كونج وتايوان، وكانوا يبحثون عن فرص اقتصادية في روسيا.
كان كابتن الرحلة 593 أندريه فيكتوروفيتش دانيلوف، 40 عامًا، الذي عينته شركة إيروفلوت في نوفمبر 1992. ولقد حقق أكثر من 9500 ساعة طيران، بما في ذلك 950 ساعة في A310 ، ومنها 895 ساعة ككابتن. ومساعد الطيار كان إيغور فاسيليفيتش بيسكاريوف، 33 عامًا، وظفته شركة إيروفلوت في أكتوبر 1993، والذي كان لديه 5885 ساعة طيران، بما في ذلك 440 ساعة في A310. واما عن الطيار المناوب فهو ياروسلاف فلاديميروفيتش كودرينسكي، 39 عامًا، والذي عينته شركة إيروفلوت في نوفمبر 1992 ؛ وكان لديه أكثر من 8940 ساعة طيران، بما في ذلك 907 ساعات في A310. وكان لدى كودرينسكي أيضًا خبرة في ياكوفليف ياك-40 وأنتونوف أن-12 وإليوشن إي أل-76 . وكان هنالك أيضا تسعة مضيفات على متن الطائرة.

## الحادثة
في الساعات الأولى من يوم 23 آذار / مارس 1994، كانت الطائرة متجهة من مطار شيريميتيفو الدولي في موسكو إلى مطار كاي تاك في هونغ كونغ، وعلى متنها 75 شخصًا، من ضمنهم 63 راكبًا. كان الطيار المناوب، كودرينسكي، يصطحب معه طفليه في أول رحلة دولية لهما، وأُدخلا إلى قمرة القيادة أثناء فترة عمله. وهكذا، كان خمسة أشخاص في القمرة: كودرينسكي، مساعد الطيار بيسكاريوف، ابن كودرينسكي إلدار (16 عامًا)، ابنته يانا (12 عامًا)، وطيار آخر يُدعى فلاديمير ماكاروف، كان مسافرًا على متن الرحلة.
مع تفعيل الطيار الآلي، سمح كودرينسكي لطفليه بالجلوس في مقاعد القيادة، في مخالفة صريحة للوائح. جلست يانا أولًا في المقعد الأمامي الأيسر للطيار، وقام والدها بتحريك اتجاه الطيار الآلي لإيهامها بأنها تتحكم بالطائرة، بينما لم تكن تفعل ذلك فعليًا. بعد فترة وجيزة، جلس إلدار في المقعد نفسه، لكنه بخلاف شقيقته، استخدم قوة كافية على عمود التحكم جعلت الطائرة تدخل في وضع يتعارض مع الطيار الآلي لمدة 30 ثانية. نتيجة لذلك، فصل كمبيوتر الرحلة الجنيحات عن نظام الطيار الآلي، فيما ظلّت بقية الأنظمة تحت سيطرته. أصبح إلدار يتحكم جزئيًا بالطائرة. أضاء ضوء تحذيري صامت ليشير إلى هذا الانفصال الجزئي، لكن يبدو أن الطيارين، الذين اعتادوا على طائرات سوفييتية مزوّدة بتنبيهات مسموعة، لم يلاحظوا هذا الضوء.
لاحظ إلدار أولًا أن شيئًا ما ليس على ما يرام، عندما رأى أن الطائرة تتحرك بطريقة غير معتادة. بعد لحظات، تغيّر مؤشر مسار الرحلة ليُظهر أن الطائرة بدأت بالدوران. وبما أن الدوران كان مستمرًا، عرضت الشاشة مسارًا دائريًا يشبه النمط المُستخدم في الانتظار الجوي، حيث تُجبر الطائرة على إجراء انعطاف بمقدار 180 درجة للبقاء ضمن المجال الجوي المحدد. أدى هذا إلى ارتباك الطيارين لمدّة تسع ثوانٍ، كانت خلالها الطائرة قد انحرفت بزاوية بين 45 و90 درجة، وهو انحدار يتجاوز حدود التصميم المسموح بها. ونظرًا لأن طائرة A310 لا يمكنها المناورة بهذه الحدة مع الحفاظ على ارتفاعها، بدأت في الهبوط بسرعة.
أدّت قوى التسارع المتزايدة إلى صعوبة استعادة السيطرة. حاول الطيار الآلي التعويض عبر أدوات التحكم الأخرى، فرفع مقدّمة الطائرة وزاد الدفع. إلا أن ذلك أدّى إلى دخول الطائرة في توقّف، أي فقدان الرفع الهوائي. وبما أنه لم يعُد قادرًا على السيطرة، فصل الطيار الآلي نفسه تمامًا، وأضاء ضوء تحذير أكبر لتنبيه الطيارين، هذه المرة انتبهوا له. في الوقت نفسه، اختفت شاشة الطيار الآلي. وللتعافي، فعّل نظام الطائرة التلقائي هبوطًا تدريجيًا لوضع الطائرة في مسار أكثر استقرارًا.
خفّت قوى التسارع بما فيه الكفاية ليتمكّن كودرينسكي من العودة إلى مقعده. وتمكن بيسكاريوف بعد ذلك من إخراج الطائرة من الغوص، لكنه صحح المسار بشكل مفرط، ما أدّى إلى صعود عمودي تقريبًا. دخلت الطائرة في حالة توقف جديدة، وبدأت بالدوران. ورغم أن كودرينسكي وبيسكاريوف تمكّنا من إعادة تسوية الأجنحة، فإنهما لم يكونا على دراية بمدى انخفاض الطائرة، وكان الارتفاع المتبقي غير كافٍ للتعافي. تحطّمت الطائرة بسرعة عمودية قُدّرت بـ 70 متر في الثانية (14,000 قدم/د)، ما أسفر عن مقتل جميع الركاب الـ75.
تحطّمت الطائرة وكانت تروس الهبوط في وضع الاستعداد، كما كان جميع الركاب مربوطين في مقاعدهم استعدادًا لحالة طوارئ. ولم تُجرَ أيّ مكالمات استغاثة قبل وقوع الحادث. وعلى الرغم من محاولات الطيارين المستميتة لإنقاذ الطائرة، توصّلت التحقيقات لاحقًا إلى أنه لو تخلّوا ببساطة عن عمود التحكم، لكان الطيار الآلي قد تدخّل تلقائيًا لمنع الدخول في حالة توقّف، مما كان سيحول دون وقوع الحادث. لم تُسجَّل أي مؤشرات على وجود عطل فني في الطائرة.
عُثر على الحطام على منحدر تل ناءٍ في سلسلة جبال كوزنيتسك ألاتاو، على بُعد نحو 20 كيلومتر (12 ميل) شرق ميجدوريتشينسك في أوبلاست كيمروفسكايا، روسيا. وقد عُثر على مسجلات بيانات الرحلة في اليوم الثاني من البحث. وضع أقارب الضحايا الروس الزهور في موقع التحطم، فيما قام أقارب الضحايا الصينيين والتايوانيين بنثر قصاصات ورقية تحمل رسائل مكتوبة على امتداد المنطقة.

## ما بعد الكارثة
في البداية، أنكرت شركة إيروفلوت وجود أطفال في قمرة القيادة، لكنها أقرت بذلك لاحقًا، بعد أن نشرت مجلة Obozrevatel، التي تتخذ من موسكو مقرًا لها (الروسية: Обозреватель)، وتعني "المراقب")، نسخة من نص تسجيلات الرحلة في أسبوع 28 سبتمبر 1994. ذكرت وكالة أسوشيتد برس، استنادًا إلى ذلك النص، أن «الطاقم الروسي كاد أن ينجح في إنقاذ الطائرة». كما قالت صحيفة نيويورك تايمز إن نص الشريط المطبوع في مجلة Obozrevatel أظهر أن الطاقم "كان قريبًا من إنقاذ طائرة الإيرباص والـ75 شخصًا الذين كانوا على متنها، لكن وجود الأطفال في القمرة، إلى جانب عدم إلمام الطاقم الكافي بـ'الطائرة الأجنبية الصنع'، أعاقا جهودهم". وأشارت صحيفة التايمز أيضًا إلى أن تحليلًا أجراه خبير طيران، نُشر في صحيفة Rossiiskiye Vesti {{لغ-رو| Российские вести، وتعني "الأخبار الروسية")، يدعم هذا الاستنتاج.
ظهرت وقائع الرحلة 593 في حلقة بعنوان Kid in the Cockpit من الموسم الثالث (2005) من المسلسل التلفزيوني الكندي التحليق إلى المجهول، المعروف أيضًا بأسماء مختلفة حسب البلد: الطوارئ الجوية في الولايات المتحدة، وتحقيقات الكوارث الجوية في المملكة المتحدة ومناطق أخرى حول العالم.
كما تناولت الرحلة أيضًا إحدى حلقات الموسم السادس (2007) من نفس المسلسل، تحت عنوان Science of Disaster، وبالتحديد في حلقة بعنوان Who's Flying the Plane?.
وقد استُلهِمت رواية Airframe للمؤلف مايكل كرايتون، التي نُشرت عام 1996، جزئيًا من أحداث الرحلة 593 وحادثة طيران شرق الصين الرحلة 583.

## روابط خارجية
- (بالروسية) تقرير الحادث الرسمي (الترجمة الإنجليزية)
- نسخة من مسجل صوت قمرة القيادة  [ مصدر غير موثوق؟]
- . على يوتيوب
- . على يوتيوب